# Altonaer FC 1893
Altonaer FC 1893, kortweg Altona 93, is een sportvereniging uit Altona, een stadsdeel van Hamburg, met afdelingen in handbal, karate, tafeltennis, voetbal en volleybal.

## Geschiedenis
In 1893 stichtten enkele studenten Altonaer Cricketclub maar al snel ging de interesse over naar voetbal en de naam werd veranderd in Altonaer FuCC en daarna in Altonaer FC.
De club is een van de oudste in Duitsland en was medeoprichter van de voetbalbond van Hamburg-Altona in 1894. Op 1 september 1895 verloor de club de allereerste competitiewedstrijd in het Duitse Keizerrijk, die buiten de hoofdstad Berlijn gespeeld werd, met 0-5 van FC Association 1893. In 1900 was de club een van de 70 teams die in Leipzig samenkwamen om de DFB (Duitse voetbalbond) te vormen. In 1903 was Altona de gastclub voor de finale om de allereerste Duitse finale om de landstitel tussen VfB Leipzig en DFC Praag. De club zou echter zelf nooit een finale spelen, enkel in 1903 en 1909 werd een halve finale gespeeld.
In 1919 fusioneerde de club met Altonaer TS 1880, een unie die maar tot 1922 zou duren, in die tijd was de club bekend als VfL Altona. Na de split nam de club de naam Altonaer FC 1893 VfL aan. Een nieuwe fusie in 1938 met Borussia 03 Bahrenfeld creëerde Altonaer FC 93 Borussia. Tussen de Eerste en de Tweede Wereldoorlog speelde de club altijd in de hoogste klasse. Na de reorganisatie van de competitie onder impuls van het Derde Rijk speelde de club eerst in de Gauliga Nordmark en later in de Gauliga Hamburg.
Na de oorlog speelde de club in de stadsliga Hamburg alvorens te promoveren naar de Oberliga Nord. Ze eindigden 2 keer 3de (in 1954 en 1958).
Na de vorming van de Bundesliga in 1963 werd de club in de Regionalliga Nord (II) ingedeeld waar de club tot 1968 speelde. Tussen 1969 en 1981 speelde de club in de 3de en 4de klasse alvorens te degraderen naar de Landesliga Hamburg-Hammonia. In 1979 had de club de naam Altona FC aangenomen.
Sinds de jaren 80 gaat de club op en neer tussen de 3de en 5de klasse. In 1997 speelde de club een seizoen in de Regionalliga Nord maar trok zich vrijwillig terug. In 2008 promoveerde de club terug naar de Regionalliga Nord, maar door de invoering van de 3. Bundesliga bleef de club wel op het vierde niveau spelen. Na één seizoen degradeerde de club weer. In 2017 kon de club weer promotie afdwingen, maar kon ook nu het behoud niet verzekeren. In het seizoen 2019/20 gaan de Hamburgers het opnieuw proberen in de Regionalliga Nord.

## Eindklasseringen vanaf 1964
| Seizoen | Competitie                          | Niveau | Eindstand | DFB Pokal    | Opmerking                                                                            |
| ------- | ----------------------------------- | ------ | --------- | ------------ | ------------------------------------------------------------------------------------ |
| 1963/64 | Regionalliga Nord                   | II     | 4         | halve finale | < TSV München 1860: 1-4                                                              |
| 1964/65 | Regionalliga Nord                   | II     | 3         | 1e ronde     | < Hannover 96: 0-5                                                                   |
| 1965/66 | Regionalliga Nord                   | II     | 10        | --           |                                                                                      |
| 1966/67 | Regionalliga Nord                   | II     | 8         | 1e ronde     | < Hamburger SV: 0-6                                                                  |
| 1967/68 | Regionalliga Nord                   | II     | 16        | --           |                                                                                      |
| 1968/69 | Landesliga Hamburg                  | III    | 6         | --           |                                                                                      |
| 1969/70 | Landesliga Hamburg                  | III    | 10        | --           |                                                                                      |
| 1970/71 | Landesliga Hamburg                  | III    | 16        | --           |                                                                                      |
| 1971/72 | Amateurliga Hamburg Hansa           | IV     | 1         | --           |                                                                                      |
| 1972/73 | Landesliga Hamburg                  | III    | 7         | --           |                                                                                      |
| 1973/74 | Landesliga Hamburg                  | III    | 5         | --           |                                                                                      |
| 1974/75 | Landesliga Hamburg                  | IV     | 2         | 8e finale    | < MSV Duisburg: 0-7; invoering Oberliga Nord                                         |
| 1975/76 | Landesliga Hamburg                  | IV     | 2         | --           |                                                                                      |
| 1976/77 | Landesliga Hamburg                  | IV     | 2         | --           |                                                                                      |
| 1977/78 | Landesliga Hamburg                  | IV     | 3         | --           |                                                                                      |
| 1978/79 | Verbandsliga Hamburg                | IV     | 6         | --           |                                                                                      |
| 1979/80 | Verbandsliga Hamburg                | IV     | 13        | 2e ronde     | < 1. FC Köln: 0-10                                                                   |
| 1980/81 | Verbandsliga Hamburg                | IV     | 16        | --           |                                                                                      |
| 1981/82 | Landesliga Hamburg Hammonia         | V      | 2         | --           |                                                                                      |
| 1982/83 | Landesliga Hamburg Hammonia         | V      | 1         | --           |                                                                                      |
| 1983/84 | Verbandsliga Hamburg                | IV     | 2         | --           | 1e in promotiegroep A met SV Atlas Delmenhorst, Wolfenbütteler SV en NTSV Strand 08. |
| 1984/85 | Oberliga Nord                       | III    | 11        | 2e ronde     | < Bayer 04 Leverkusen: 0-3                                                           |
| 1985/86 | Oberliga Nord                       | III    | 4         | 1e ronde     | < Fortuna Düsseldorf: 2-3 n.v.                                                       |
| 1986/87 | Oberliga Nord                       | III    | 11        | --           |                                                                                      |
| 1987/88 | Oberliga Nord                       | III    | 11        | --           |                                                                                      |
| 1988/89 | Oberliga Nord                       | III    | 5         | --           |                                                                                      |
| 1989/90 | Oberliga Nord                       | III    | 10        | 1e ronde     | < 1. FC Schweinfurt 05: 0-1 (U)                                                      |
| 1990/91 | Oberliga Nord                       | III    | 12        | --           |                                                                                      |
| 1991/92 | Oberliga Nord                       | III    | 14        | --           |                                                                                      |
| 1992/93 | Oberliga Nord                       | III    | 14        | --           |                                                                                      |
| 1993/94 | Verbandsliga Hamburg                | IV     | 7         | --           |                                                                                      |
| 1994/95 | Oberliga Hamburg/Schleswig-Holstein | IV     | 3         | 1e ronde     | < Borussia Dortmund: 0-2                                                             |
| 1995/96 | Oberliga Hamburg/Schleswig-Holstein | IV     | 1         | --           |                                                                                      |
| 1996/97 | Regionalliga Nord                   | III    | 15        | --           | Teruggetrokken naar Niveau 5                                                         |
| 1997/98 | Verbandsliga Hamburg                | V      | 13        | --           |                                                                                      |
| 1998/99 | Verbandsliga Hamburg                | V      | 13        | --           |                                                                                      |
| 1999/00 | Verbandsliga Hamburg                | V      | 2         | --           |                                                                                      |
| 2000/01 | Verbandsliga Hamburg                | V      | 3         | --           | Promotie play-off > FC Kilia Kiel: 2-2/2-2 (6-7 n.s.)                                |
| 2001/02 | Verbandsliga Hamburg                | V      | 2         | --           | Promotie play-off > TSB Flensburg: 1-2 (U) / 4-1 (T)                                 |
| 2002/03 | Oberliga Hamburg/Schleswig-Holstein | IV     | 8         | --           |                                                                                      |
| 2003/04 | Oberliga Hamburg/Schleswig-Holstein | IV     | 2         | --           | Geplaatst voor de éénklassige Regionalliga Nord                                      |
| 2004/05 | Oberliga Nord                       | IV     | 12        | --           |                                                                                      |
| 2005/06 | Oberliga Nord                       | IV     | 7         | --           |                                                                                      |
| 2006/07 | Oberliga Nord                       | IV     | 5         | --           |                                                                                      |
| 2007/08 | Oberliga Nord                       | IV     | 2         | --           |                                                                                      |
| 2008/09 | Regionalliga Nord                   | IV     | 16        | --           | Finalist Landespokal Hamburg > SC Concordia Hamburg: 1-2                             |
| 2009/10 | Oberliga Hamburg                    | V      | 3         | --           |                                                                                      |
| 2010/11 | Oberliga Hamburg                    | V      | 5         | --           |                                                                                      |
| 2011/12 | Oberliga Hamburg                    | V      | 9         | --           |                                                                                      |
| 2012/13 | Oberliga Hamburg                    | V      | 2         | --           | Geen licentie voor de Regionalliga aangevraagd                                       |
| 2013/14 | Oberliga Hamburg                    | V      | 3         | --           |                                                                                      |
| 2014/15 | Oberliga Hamburg                    | V      | 7         | --           |                                                                                      |
| 2015/16 | Oberliga Hamburg                    | V      | 6         | --           | Finalist Landespokal Hamburg > Eintracht Norderstedt: 1-4 n.v.                       |
| 2016/17 | Oberliga Hamburg                    | V      | 3         | --           | 2e in promotiegroep met Eutin 08, Bremer SV en Eintracht Northeim                    |
| 2017/18 | Regionalliga Nord                   | IV     | 18        | --           |                                                                                      |
| 2018/19 | Oberliga Hamburg                    | V      | 1         | --           |                                                                                      |
| 2019/20 | Regionalliga Nord                   | IV     | 16        | --           | competitie afgebroken i.v.m. coronapandemie.                                         |
| 2020/21 | Regionalliga Nord                   | IV     | 11        | --           | competitie afgebroken i.v.m. coronapandemie. Er wordt geen stand opgemaakt.          |
| 2021/22 | Regionalliga Nord                   | IV     | 11        | --           | Finalist Landespokal Hamburg > FC Teutonia 05 Ottensen: 1-2                          |
| 2022/23 | Oberliga Hamburg                    | V      | 4         | --           |                                                                                      |
| 2023/24 | Oberliga Hamburg                    | V      | 1         | --           | promotie play-offs > Werder Bremen II: 0-1 (U) / SV Todesfelde: 3-5 (T)              |
| 2024/25 | Oberliga Hamburg                    | V      | 1         | --           | promotie play-offs > 2e in groep met FSV Schöningen, Heider SV en SV Hemelingen      |
| 2025/26 | Regionalliga Nord                   | IV     | .         | --           |                                                                                      |

## Bekende (oud-)spelers
- Aladji Barrie